# ديفيد غيدز
ديفيد غيدز (بالإنجليزية: David Geddes)‏ هو مغني ومصور سينمائي أمريكي، ولد في 1 يوليو 1950.

## وصلات خارجية
- ديفيد غيدز على موقع ميوزك برينز (الإنجليزية)
- ديفيد غيدز على موقع أول ميوزيك (الإنجليزية)
- ديفيد غيدز على موقع ديسكوغز (الإنجليزية)